# Glockenturm (Kawagoe)

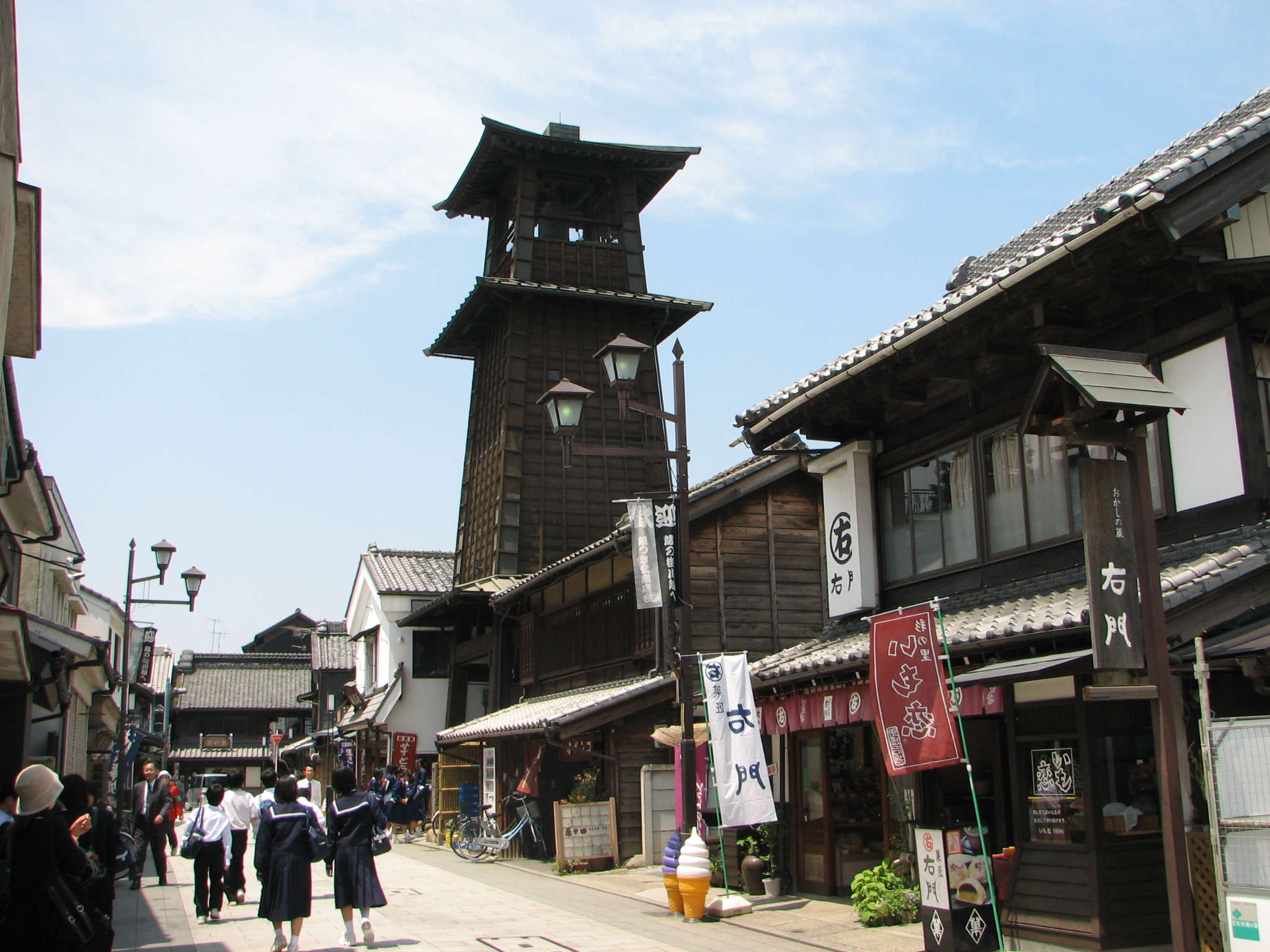
Tokinokane (2008)

Der Glockenturm von Kawagoe, Tokinokane genannt (jap. 時の鐘, etwa Glocke der Zeit), steht im Warenhausviertel (蔵造りの町並み, Kurazukuri no Machinami) des Ortes und gilt als Wahrzeichen des Viertels und Symbol der Stadt.

## Geschichte
Wahrscheinlich bestand der Turm in dieser Form bereits seit dem 17. Jahrhundert, seit der Edo-Zeit. Er brannte jedoch mehrere Male ab und wurde wiedererrichtet. Der heute erhaltene Bau ist der vierte und stammt aus dem Jahr 1894, nachdem der Vorgänger dem großen Stadtbrand (1893) zum Opfer gefallen war, der ein Drittel der Stadt zerstört hatte.
Im Jahr 1996 wurde der Klang der Glocke von der japanischen Umweltbehörde zu einer der 100 Klanglandschaften Japans ernannt.

## Beschreibung
Es handelt sich um einen dreigeschossigen Holzturm mit einer Höhe von rund 16 Metern. Seine mechanisch bediente Glocke läutet vier Mal am Tag, um 6:00 Uhr, 12:00 Uhr, 15:00 Uhr und um 18:00 Uhr.